# Stampbäcken
Stampbäcken eller Stampälven är ett vattendrag som har sin början vid Hyttdammens utflöde vid Nyhyttans f.d. järnvägsstation. Vid utflödet har det funnits en fördämning där det skall ha varit en benstamp eller vadmalsstamp. Det är förmodligen en hörsägen. Det ligger närmare till hands att det är en malmstamp, som krossade malmen i mindre bitar till hyttan Nyhyttan. Det finns inga lämningar efter hyttan, så var den legat är oklart. Bäcken mynnar ut i Holmtjärnen och vid dess utflöde vid Hackningen finns en fördämning. Bäcken mynnar ut i Hemstjärnen. En spiksmedja och manufaktursmedja vid Hennickehammars herrgård drevs av Stampälven. Det fanns tidigare en kraftstation nedanför herrgården. Bäcken rinner vidare ut i Potten. På sin väg mot Daglösen passerar den därefter en masugnsruin, Kytthyttan, som var en masugn av det enklaste slaget, och sedan rinner bäcken under två broar och ut i sjön Daglösen.